# Inermoleiopus fuscosignatus
Inermoleiopus fuscosignatus là một loài bọ cánh cứng trong họ Cerambycidae.